# 磯谷智生
磯谷 智生（いそがい ちせい、1929年 - 2024年4月8日）は、日本の実業家。元豊田自動織機代表取締役社長。愛知県出身。
1953年、名古屋大学工学部機械科卒業。同年、豊田自動織機製作所（現豊田自動織機）入社。主に生産技術畑を歩み、取締役等を経て、1993年に代表取締役社長。会長職に就いた後、2001年に退任した。
1994年藍綬褒章、2001年勲二等瑞宝章を受章。

## 経歴
- 1953年 名古屋大学工学部機械科卒業
- 1953年 豊田自動織機製作所（現豊田自動織機）入社
- 1978年 取締役
- 1993年 代表取締役社長[1]
- 1999年 代表取締役会長
- 1999年 経済団体連合会常任理事
- 2003年 中京大学大学院ビジネス・イノベーション研究科客員教授
- 2008年 社団法人日本プラントメンテナンス協会会長（～2012年6月）
- 2024年4月8日 死去、94歳没[2]